# Kevin James
Kevin George Knipfing (sinh ngày 26/4/1965) là một diễn viên điện ảnh, diễn viên lồng tiếng và nhà văn Mỹ. Anh được biết đến nhiều hơn với nghệ danh Kevin James. Anh được công chúng biết đến với vai Doug Heffernan trong phim hài kịch tình huống của CBS The King of Queens. James cũng được biết đến với vai chính trong các phim hài I Now Pronounce You Chuck and Larry, Paul Blart: Mall Cop, Grown Ups, The Dilemma, và Zookeeper. James cũng lồng tiếng cho Otis trong Barnyard, nhưng phần còn lại của loạt phim, Chris Hardwick đã thay thế James (đầu tiên trong Back at the Barnyard).
Anh dẫn chương trình Nickelodeon Kids' Choice Awards ngày 27 tháng 3 năm 2010.